# Inmigración croata en Chile
La inmigración de croatas hacia Chile tuvo lugar, principalmente, entre fines del siglo XIX y la primera mitad del siglo XX, teniendo su foco de asentamiento en Punta Arenas y Antofagasta. El gobierno de Croacia estima que la diáspora croata en Chile es la sexta más grande a nivel mundial, luego de Estados Unidos, Alemania, Australia, Argentina y Canadá.
Diversas estimaciones varían desde 200 000 hasta casi 400 000 chilenos de ascendencia croata. Según el gobierno croata, la descendencia croata en Chile es cercana a las 200 000 personas incluyendo personas de tercera y cuarta generación, las cuales mantienen el apellido croata como único vínculo con su origen, estando por lo demás completamente integrados en la sociedad chilena.

## Orígenes e historia

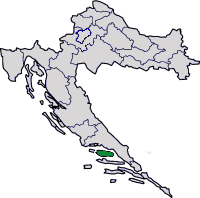
Ubicación de la isla de Brač en Croacia (en verde).

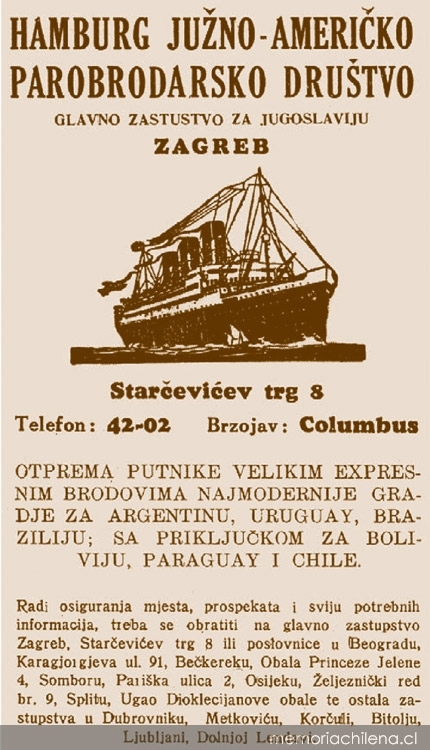
Publicidad de un barco croata del listo para viajar a América del Sur.

Los primeros inmigrantes croatas, provenientes mayoritariamente de la provincia de Dalmacia, llegaron entre mediados del siglo XIX, y principios del XX. Estos inmigrantes se asentaron principalmente en dos regiones chilenas: El Norte Grande, en torno a las ciudades de Iquique, Antofagasta y Calama; en la región austral, en torno a Punta Arenas y a Tierra del Fuego. La opresión al pueblo croata y la negación de una nación reconocida internacionalmente fue el principal factor que los llevó a embarcarse en una emigración constante. Otro de los motivos de la diáspora croata a Chile fue una plaga en los viñedos en la isla de Brač. Se estima que el 90 % de los chilenos descendientes de croatas tiene sus ancestros en la isla de Brač. Existen antecedentes que indican que los primeros inmigrantes dálmatas llegaron entre 1830 y 1840.
El grueso de los inmigrantes croatas llegaron a Chile en el período comprendido entre fines del siglo XIX y la Primera Guerra Mundial, contabilizando alrededor de 10 000. Los primeros inmigrantes llegaban con pasaporte del Imperio austrohúngaro pues eran súbditos de dicho imperio, por lo que eran contabilizados en Chile como austríacos. Recién después de 1918 ingresaron al país como yugoslavos, incluyendo a los serbios que emigraron de menor medida, haciendo que se relacionara más el término de «yugoslavo» con los croatas. Según registros estatales de principios del siglo XIX, en 1876 había 97 austríacos (entre ellos una mujer) en Iquique, que en realidad se trataban de croatas con documentación de ese país. La cifra aumentó a 300 personas en las siguientes tres décadas.
El Imperio austrohúngaro imponía a los inmigrantes croatas ciertas reglas. Una de ellas que todas las instituciones o clubes en las que participaban sus ciudadanos debían llevar el nombre de «Austro-Húngara» y e izar la bandera de Austria. El primer cónsul austro-húngaro de Iquique era croata. Hacia 1894, 198 de los 203 miembros de la Sociedad Austro-Húngara de Socorros Mutuos de Iquique eran croatas. Los primeros croatas emigrados eran jóvenes marinos que desertaban o desembarcaban de barcos austríacos que viajaban hacia California a través del Estrecho de Magallanes o el Cabo de Hornos. Manuel Bulnes, presidente chileno entre 1841 y 1851, tuvo noticias sobre la existencia de «muchos extranjeros que decían haber pertenecido al imperio austrohúngaro pero que no hablaban alemán» y decidió darles la ciudadanía chilena. Esto mejoró la instalación y progreso de los croatas.
La llegada masiva de los croatas en Chile comenzó en 1864 y la migración creció en forma sostenida hasta 1956 alcanzando un número de más de 20 000 inmigrantes. En los primeros años los croatas se asentaron más en la Argentina que en Chile. Por ejemplo, en Argentina el número llegó a 80 000 inmigrantes, pero solo alrededor del 57 % de estos croatas permanecieron en Argentina. Algunas de ellos regresaron a Europa y otros se mudaron a Chile, donde los croatas tenían una asimilación más rápida y exitosa, conduciendo a un aumento significativo de la población croata en Chile en los períodos en que no hubo migración de los croatas de Europa a las Américas. Durante los años siguientes a la Segunda Guerra Mundial, muchos inmigrantes croatas y/o sus descendientes de otras regiones del país se trasladaron a Santiago. Desde 1990, tras el establecimiento de la nueva República de Croacia y junto a su reconocimiento internacional, los croatas chilenos reafirmaron su identidad étnica y cultural. Hoy en día muy pocos mantienen el idioma croata pero sí la pertenencia y la denominación.

## Instituciones
Como Croacia no existía como país, los inmigrantes fundaron instituciones bajo el seudónimo de «eslavo». Una excepción fue Magallanes, donde las instituciones nacieron como dálmatas o croatas, y que después de 1920 cambiaron su denominación a la de «yugoslavas». Este hecho fue común en todo Chile, donde las ideas yugoslavizantes influyeron notablemente entre los inmigrantes croatas, sobre todo después de 1916, fecha del Primer Congreso de los Eslavos del Sur en Antofagasta. Recién después de la década de 1990, tras la independencia croata de Yugoslavia, las instituciones cambiaron su nombre al de «croatas».
Diversas instituciones creadas por la colectividad croata han persistido, como clubes sociales, colegios, estadios, gimnasios, instituciones de beneficencia, entre otras. Punta Arenas y Antofagasta son ciudades hermanas de la ciudad de Split, en Dalmacia, al igual que lo es la ciudad de Iquique con la ciudad de Zadar. La comunidad de inmigrantes croatas y sus descendientes en las ciudades de Punta Arenas, Antofagasta, Iquique publican folletos en español con el trabajo de sus organizaciones, incluyendo también temas relativos a Croacia. En Punta Arenas una revista local incluye en ocasiones artículos en idioma croata. En esa ciudad también hay dos programas de radio que transmiten música croata y que abarcan diversos temas sobre Croacia.
En cuanto a la religión, actualmente en Chile no hay ninguna misión católica greco-croata. El encargado de la misión católica greco-croata del Perú, con sede en Lima, se ocupa de la pastoral católica croata de Chile.
En Iquique, existen dos plazas que tienen relación con los inmigrantes croatas de la ciudad. En ocasión del centenario de la república (1910), los croatas decidieron donar un espacio público para expresar su sentimiento de gratitud hacia el país que los acogió. Así nació la Plaza Slava, inaugurada en enero de 1913. En junio de 2003 se inaugura la segunda; la plaza Croacia.

## Inmigrantes croatas en la economía chilena
Los inmigrantes croatas de Magallanes se dedicaron primeramente a la explotación del oro, y posteriormente a la ganadería. Por otro lado, en el norte de Chile se dedicaron a la explotación del salitre. Tras la crisis de 1929, y el cierre de las salitreras, muchos croatas del norte del país se trasladaron a la zona central del país, especialmente hacia la capital Santiago, y otros tantos a Valparaíso.

### Salitre
La mayor parte de los inmigrantes croatas en el Norte Grande se dedicaron a las actividades relacionadas con la industria del salitre y el comercio, como el abastecimiento alimentario e insumos. Pascual Baburica Soletić, fue uno de los inmigrantes destacados. Alcanzó rápidamente altos cargos en el ferrocarril salitrero y en el negocio del abastecimiento de alimentos. También organizó un conjunto de empresas agrícolas en la Zona Central de Chile y se asoció con el empresario Marcos Cicarelli para desarrollar la explotación del salitre, negocio que a su vez le abrió la posibilidad de formar la sociedad Baburizza, Lukinovic y Compañía. Hacia la década de 1930, Soletić era uno de los hombres más ricos de Chile.
Muchos croatas trabajaban como empleados, obreros, jefes de pulpería, pulperos, gerentes, administradores y varios de ellos también fueron dueños de oficinas salitreras. En Iquique había varias tiendas y almacenes propiedad de croatas. Otros inmigrantes croatas de Antofagasta se emplearon en las minas de cobre.

## Croatas en Punta Arenas y Tierra del Fuego

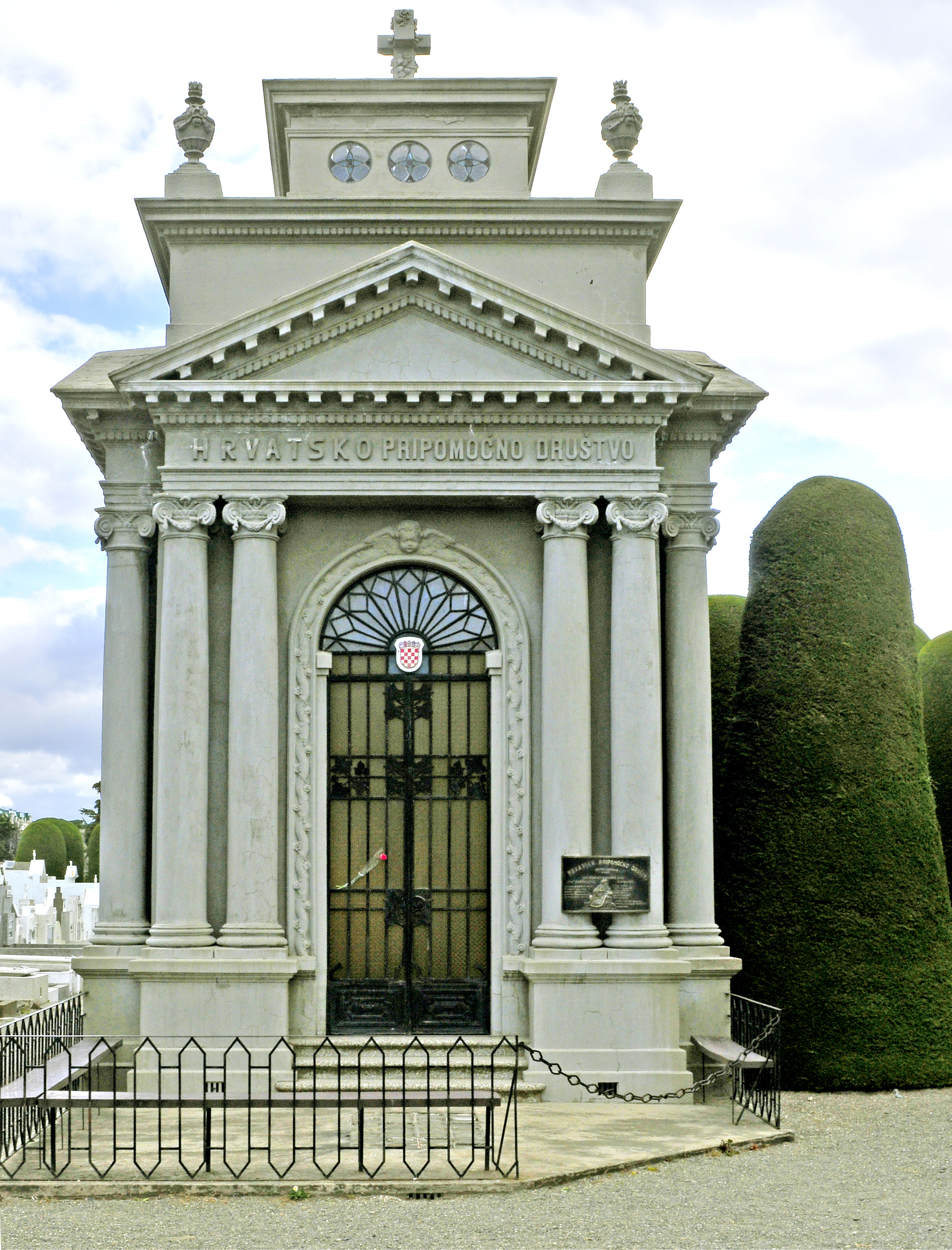
Mausoleo croata en el cementerio municipal de Punta Arenas.

Los croatas llegados a la región de Magallanes y de la Antártica Chilena eran marineros de la costa de Dalmacia. Trabajaban en las estancias, buscaban oro, construían barcos y abrían los primeros astilleros de la región. Algunos también se enrolaron en la Armada o iniciaron los primeros negocios de transporte marítimo entre las ciudades de la región y el resto del país. En la actualidad, en la región magallánica, se destacan apellidos croatas como: Simunovic, Brzovic, Tomasevic, Depolo, Jordan, Kusanovic, Turina, Mimica, Marusic, Bonacic-Doric, Domic, Goic, Mladineo y Haracic. El asentamiento croata en el extremo sur de Chile, se debió a la fiebre del oro en la Isla Grande de Tierra del Fuego, compartida con Argentina, luego de que se hallara este metal en la isla Lennox. En Punta Arenas y Porvenir hubo inmigrantes croatas asentados en estancias ganaderas. Tras el fin de la fiebre de oro en Tierra del Fuego, los croatas magallánicos se emplearon como obreros portuarios, pescadores, pequeños comerciantes, empleados, constructores, hosteleros o ganaderos, entre otros.
Punta Arenas fue el principal sitio de asentamiento de los inmigrantes croatas. Actualmente, es posible ver esta influencia en los nombres de las tiendas y muchos edificios. En dicha ciudad, se dictan clases de idioma croata para los hijos de la tercera generación de inmigrantes en la Escuela República de Croacia, Colegio Miguel de Cervantes, y el Colegio Cruz del Sur, dentro de la jurisdicción del Ministerio de Ciencia, Educación y Deportes de la República de Croacia.
Los croatas mantuvieron relaciones de distinta suerte e intención con los yaganes.